# Future Circular Collider

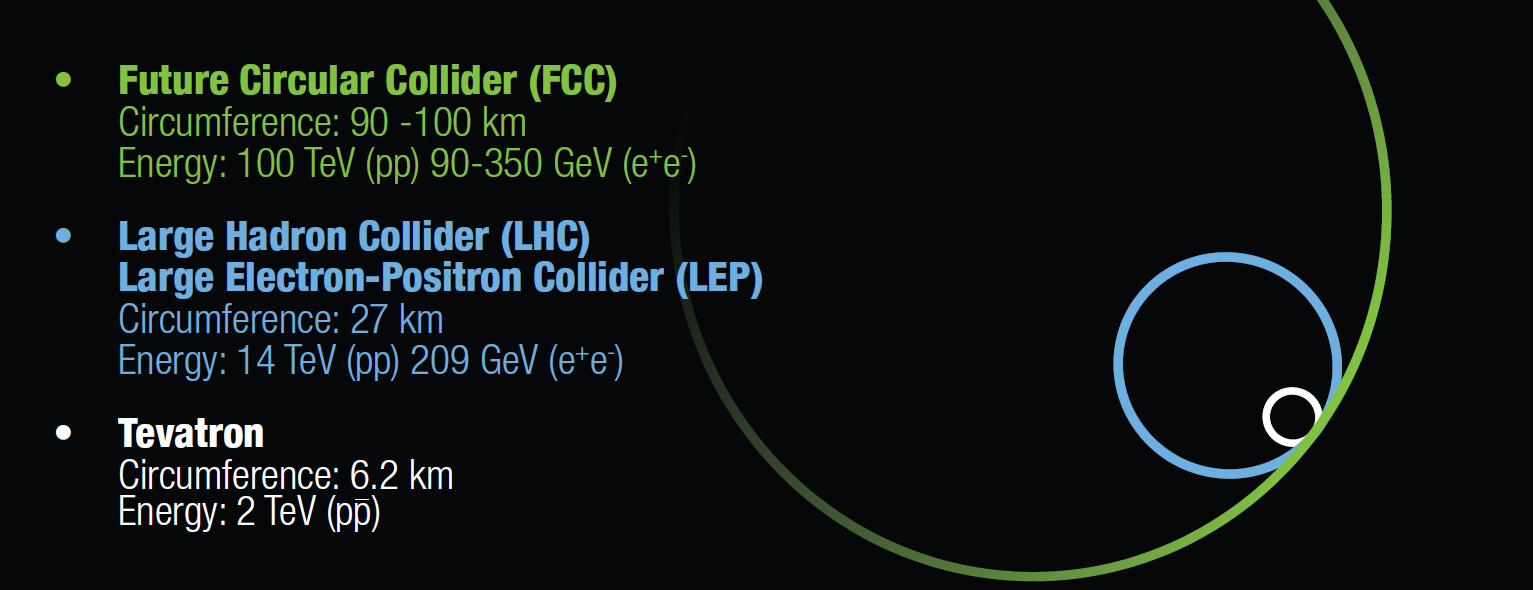
Die im Rahmen der FCC-Studie in Betracht gezogenen künftige Teilchenbeschleuniger im Vergleich zu den bisherigen Teilchenbeschleunigern.

Der Future Circular Collider (FCC) ist ein geplanter Teilchenbeschleuniger am CERN, mit dem Energien und Luminositäten deutlich über den bisherigen Ringbeschleunigern wie dem Super Proton Synchrotron, dem Tevatron und dem Large Hadron Collider (LHC) erreicht werden sollen. 
Das CERN erstellte dazu eine FCC-Studie, in der die Machbarkeit verschiedener Szenarien für Teilchenbeschleuniger untersucht wurde. Die Studie untersucht das Potenzial von Hadronen- und Lepton-Ringbeschleunigern, führt eine Analyse von Infrastruktur- und Betriebskonzepten durch und betrachtet die technologischen Forschungs- und Entwicklungsprogramme, die für den Bau und den Betrieb eines künftigen Ringbeschleunigers erforderlich sind. Sie soll die bestehenden technischen Entwürfe für vorgeschlagene lineare Elektron-Positron-Collider wie den International Linear Collider und den Compact Linear Collider ergänzen. Ein Konzeptionsbericht wurde Anfang 2019 veröffentlicht, rechtzeitig zur geplanten Aktualisierung der Europäischen Strategie für Teilchenphysik. 
Es werden drei Szenarien für Kollisionen in Betracht gezogen: FCC-hh, für Hadron-Hadron-Kollisionen, einschließlich Proton-Proton- und Schwerionen-Kollisionen, FCC-ee, für Elektron-Positron-Kollisionen, und FCC-eh, für Elektron-Hadron-Kollisionen. Im Rahmen der FCC-Studie war die Zielrichtung ursprünglich ein FCC-hh, der in einem ersten Schritt auch einen FCC-ee beherbergen könnte. Das wurde weiterentwickelt zum sogenannten integrierten FCC-Programm, das als ersten Schritt FCC-ee mit einer Betriebszeit von etwa zehn Jahren bei verschiedenen Energiebereichen von 90 GeV bis 350 GeV vorsieht, gefolgt von einem FCC-hh mit einer Betriebszeit von etwa 15 Jahren. Beim FCC-hh hätte jeder Strahl eine Gesamtenergie von 560 MJ. Bei einer Schwerpunktkollisionsenergie von 100 TeV (gegenüber 14 TeV beim LHC) steigt der Gesamtenergiewert auf 16,7 GJ. Diese Gesamtenergiewerte übertreffen den derzeitigen LHC um fast den Faktor 30.
Die Studie enthält auch eine Analyse der Infrastruktur- und Betriebskosten, die den effizienten und zuverlässigen Betrieb dieser künftigen Großforschungsinfrastruktur gewährleisten könnten. Die strategische Forschung und Entwicklung, die im Conceptual Design Report für die kommenden Jahre festgelegt wurde, konzentriert sich auf die Minimierung der Baukosten und des Energieverbrauchs bei gleichzeitiger Maximierung der sozioökonomischen Auswirkungen, wobei der Schwerpunkt auf dem Nutzen für die Industrie und die Ausbildung liegt.

## Hintergrund
Der Large Hadron Collider am CERN mit seinem High Luminosity Upgrade ist der größte und leistungsstärkste Teilchenbeschleuniger der Welt und soll bis 2036 in Betrieb sein. Für die Zeit nach dem LHC wurden verschiedene Vorschläge für eine Forschungsinfrastruktur in der Teilchenphysik unterbreitet, darunter sowohl Linear- als auch Ringbeschleuniger.
Die FCC-Studie bedeutet eine internationale Zusammenarbeit von 135 Forschungsinstituten und Universitäten sowie 25 Industriepartnern aus der ganzen Welt. Sie wurde als Reaktion auf die Empfehlung in der Aktualisierung der Europäischen Strategie für Teilchenphysik 2013, die vom CERN-Rat angenommen wurde, gestartet. Die Studie wird von drei Gremien geleitet: dem International Collaboration Board (ICB), dem International Steering Committee (ISC) und dem International Advisory Committee (IAC).

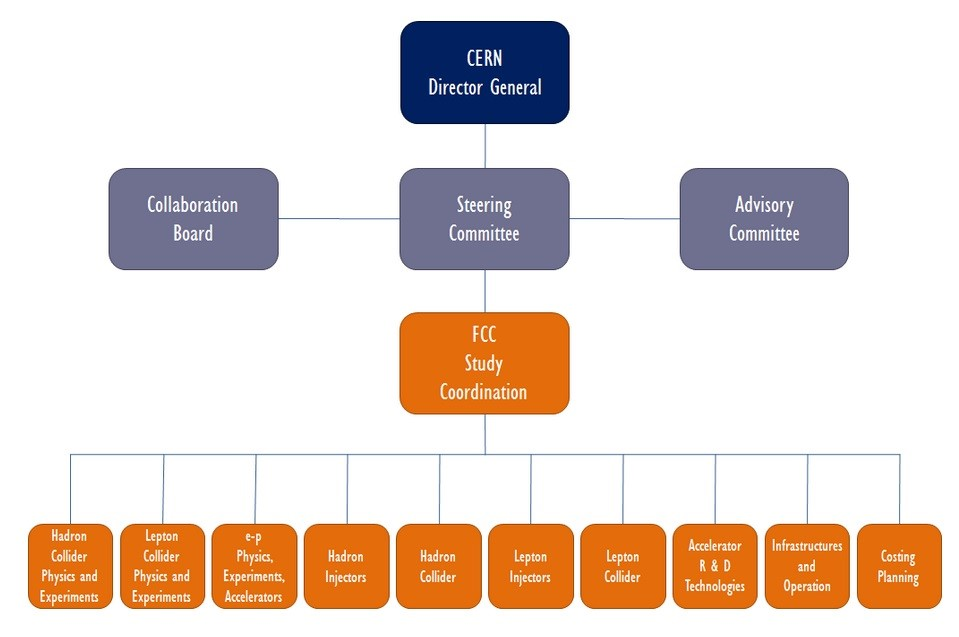
Die Organisation der FCC-Studie

### Derzeitige Beschleunigerpläne
Bereits genehmigt und konkret vorbereitet ist ein Upgrade des LHC mit hoher Luminosität, der HL-LHC. Damit wird die Betriebsdauer des LHC bis mindestens Mitte der 2030er Jahre verlängert. 
Die Konzeption des Compact Linear Collider (CLIC) wurde 1985 am CERN gestartet. CLIC untersucht die Machbarkeit eines hochenergetischen (bis zu 3 TeV), hochluminosen Lepton-Beschleunigers (Elektron-Positron). Der International Linear Collider ist ein ähnliches Projekt wie CLIC und soll eine Kollisionsenergie von 500 GeV haben. Der technische Entwurfsbericht wurde 2013 vorgelegt. Im Jahr 2013 bildeten die beiden Studien eine organisatorische Partnerschaft, die Linear Collider Collaboration (LCC), um die globalen Entwicklungsarbeiten für einen Linearbeschleuniger zu koordinieren und voranzutreiben.
Die CERN-Studie zum FCC wurde als direkte Reaktion auf die 2013 veröffentlichte aktualisierte europäische Strategie für Teilchenphysik initiiert. In dieser wird empfohlen, dass „das CERN Designstudien für Beschleunigerprojekte in einem globalen Kontext durchführen sollte, mit Schwerpunkt auf Proton-Proton- und Elektron-Positron-Hochenergie-Pioniermaschinen. Diese Designstudien sollten mit einem energischen F&E-Programm für Beschleuniger gekoppelt werden, einschließlich Hochfeldmagneten und Hochgradienten-Beschleunigungsstrukturen, in Zusammenarbeit mit nationalen Instituten, Laboratorien und Universitäten weltweit“. Ziel war es, die nächste Aktualisierung der Europäischen Strategie für Teilchenphysik (2019–2020) und die breitere Physikgemeinschaft über die Durchführbarkeit von Ringbeschleunigern zu informieren, die frühere Studien für Linearbeschleuniger sowie andere Vorschläge für Teilchenphysikexperimente ergänzen.
Der Start der FCC-Studie stand auch im Einklang mit den Empfehlungen des Particle Physics Project Prioritization Panel (P5) der Vereinigten Staaten und des International Committee for Future Accelerators (ICFA).

### Stand der Beschleunigerphysik und Motivation
Die Entdeckung des Higgs-Bosons am LHC und das bisherige Ausbleiben von Phänomenen, die über das Standardmodell hinausgehen, haben das Interesse an künftigen Ringbeschleunigern geweckt, um die Energie- und Präzisionsgrenzen zu erweitern und die Studien für künftige Linearbeschleuniger zu ergänzen. Die Entdeckung eines „leichten“ Higgs-Bosons mit einer Masse von 125 GeV hat die Diskussion über einen ringförmigen Lepton-Collider neu entfacht, der detaillierte Studien und präzise Messungen dieses neuen Teilchens ermöglichen würde. Mit der Studie eines neuen Tunnels mit einem Umfang von 80–100 km, der in die Region Genf passen würde, wurde klar, dass ein zukünftiger ringförmigen Lepton-Collider Kollisionsenergien bis zu 400 GeV (und damit die Produktion von Top-Quarks) bei noch nie dagewesenen Luminositäten bieten könnte. Bei der Planung von FCC-ee (früher bekannt als TLEP (Triple-Large Electron-Positron Collider)) wurden die Erfahrungen von LEP2 und den neuesten B-Fabriken kombiniert.
Zwei wesentliche Einschränkungen für die Leistung von Kreisbeschleunigern sind der Energieverlust durch Synchrotronstrahlung und der Höchstwert der Magnetfelder, die in Ablenkmagneten erreicht werden können, um die energiereichen Strahlen auf einer Kreisbahn zu halten. Die Synchrotronstrahlung ist für die Auslegung und Optimierung eines ringförmigen Lepton-Colliders von besonderer Bedeutung und begrenzt die maximal erreichbare Energie, da das Phänomen von der Masse des beschleunigten Teilchens abhängt. Um diese Probleme zu lösen, sind ein ausgeklügeltes Maschinendesign und die Weiterentwicklung von Technologien wie Beschleunigungskavitäten (RF) und Hochfeldmagneten erforderlich.
Künftige „Intensitäts- und Luminositätsgrenzen“-Lepton-Collider, wie sie in der FCC-Studie in Betracht gezogen werden, würden es ermöglichen, die Eigenschaften des Higgs-Bosons, der W- und Z-Bosonen und des Top-Quarks mit sehr hoher Präzision zu untersuchen und ihre Wechselwirkungen mit einer Genauigkeit zu bestimmen, die mindestens um eine Größenordnung besser ist als heute. Der FCC-ee könnte pro Jahr 1012 Z-Bosonen, 108 W-Paare, 106 Higgs-Bosonen und 4 · 105Top-Quark-Paare sammeln. In einem zweiten Schritt könnte ein Collider an der „Energiegrenze“ bei 100 TeV (FCC-hh) eine „Entdeckungsmaschine“ sein, die eine achtfache Steigerung im Vergleich zum derzeitigen Energiebereich des LHC bietet.
Das integrierte FCC-Projekt, das FCC-ee und FCC-hh kombiniert, würde sich auf eine gemeinsame und kosteneffiziente technische und organisatorische Infrastruktur stützen, wie es bei LEP und anschließend bei LHC der Fall war. Dieser Ansatz verbessert die Empfindlichkeit für schwer fassbare Phänomene bei niedrigen Massen um mehrere Größenordnungen und die Entdeckungsreichweite für neue Teilchen bei den höchsten Massen um eine Größenordnung. Dies wird es ermöglichen, die Eigenschaften des Higgs-Bosons und des elektroschwachen Sektors auf einzigartige Weise zu kartieren und die Suche nach verschiedenen Teilchen, die für die Dunkle Materie in Frage kommen, zu erweitern, indem andere Ansätze mit Neutrinostrahlen, Experimenten außerhalb von Kollisionen und astrophysikalischen Experimenten ergänzt werden.
Künftige Collider mit höherer Energie und Kollisionsrate werden in hohem Maße dazu beitragen, Messungen zum Standardmodell durchzuführen, unser Verständnis der Prozesse des Standardmodells zu vertiefen, seine Grenzen zu testen und nach möglichen Abweichungen oder neuen Phänomenen zu suchen, die Hinweise auf neue Physik liefern könnten.
Die Studie Future Circular Collider (FCC) entwickelt Optionen für potenzielle Hochenergie-Ringbeschleuniger am CERN für die Zeit nach dem LHC. Unter anderem ist geplant, nach Teilchen der dunklen Materie zu suchen, die etwa 25 % der Energie im beobachtbaren Universum ausmachen. Obwohl kein Collider-Experiment den gesamten Bereich der Massen der dunklen Materie (DM) untersuchen kann, der durch astrophysikalische Beobachtungen möglich ist, gibt es eine sehr breite Klasse von Modellen für schwach wechselwirkende massive Teilchen (WIMPs) im Massenbereich von GeV bis zu zehn TeV, die im Bereich des FCC liegen könnten.
FCC könnte auch die Fortschritte bei den Präzisionsmessungen der elektroschwachen Präzisionsobservablen (EWPO) anführen. Die Messungen spielten eine Schlüsselrolle bei der Konsolidierung des Standardmodells und können als Richtschnur für künftige theoretische Entwicklungen dienen. Außerdem können die Ergebnisse dieser Messungen Daten aus astrophysikalischen/kosmologischen Beobachtungen beeinflussen. Die verbesserte Präzision, die das integrierte FCC-Programm bietet, erhöht das Entdeckungspotenzial für neue Physik.
Darüber hinaus wird der FCC-hh die Fortsetzung des Forschungsprogramms für ultrarelativistische Schwerionenkollisionen von RHIC und LHC ermöglichen. Die höheren Energien und Luminositäten, die der FCC-hh beim Betrieb mit Schwerionen bietet, werden neue Wege bei der Untersuchung der kollektiven Eigenschaften von Quarks und Gluonen eröffnen.
Die FCC-Studie sieht auch einen Wechselwirkungspunkt für Elektronen mit Protonen (FCC-eh) vor. Diese Messungen der tiefen inelastischen Streuung werden die Partonstruktur mit sehr hoher Genauigkeit auflösen und eine pro-mille-genaue Messung der starken Kopplungskonstante ermöglichen. Diese Ergebnisse sind für ein Programm von Präzisionsmessungen unerlässlich und werden die Empfindlichkeit der Suche nach neuen Phänomenen insbesondere bei höheren Massen weiter verbessern.

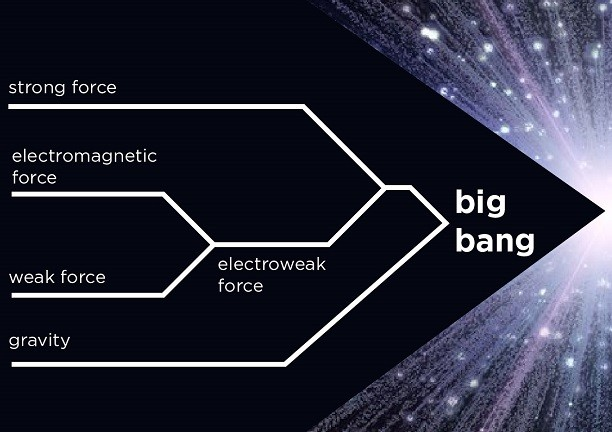
Fünf Prozent der Materie und Energie des Universums sind direkt beobachtbar. Das Standardmodell der Teilchenphysik beschreibt es genau. Was ist mit den restlichen 95 %?

## Kollisionsanlagen
Die FCC-Studie untersucht Szenarien für verschiedene kreisförmige Teilchenbeschleuniger, die in einem neuen Tunnel mit einem Umfang von 100 km untergebracht sind. Für die Planung und den Bau eines großen Beschleunigerkomplexes und von Teilchendetektoren wird ein Zeitrahmen von 30 Jahren veranschlagt.
Die Erfahrungen aus dem Betrieb von LEP und LHC und die Möglichkeit, neue Technologien im LHC mit hoher Luminosität zu testen, bilden eine Grundlage für die Bewertung der Machbarkeit eines Teilchenbeschleunigers nach dem LHC. Im Jahr 2018 veröffentlichte die FCC-Kollaboration den vierbändigen Conceptual Design Report (CDR) als Beitrag zur nächsten europäischen Strategie für Teilchenphysik.
Die vier Bände konzentrieren sich auf: 
- Band 1: „FCC Physics Opportunities“[16]
- Band 2: „FCC-ee: The Lepton Collider“[17]
- Band 3: „FCC-hh: The Hadron Collider“[18] und
- Band 4: „HE-LHC: The High-Energy Large Hadron Collider“[19]

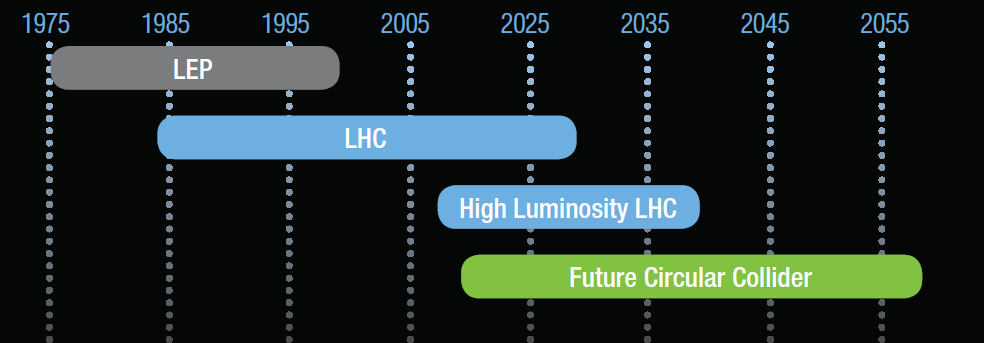
Die beträchtliche Vorlaufzeit von etwa zwanzig Jahren für die Planung und den Bau eines großen Beschleunigers erfordert eine koordinierte Anstrengung.

### FCC-ee (Elektron/Positron)
Ein Lepton-Collider mit Schwerpunktkollisionsenergien zwischen 90 und 350 GeV wird als möglicher Zwischenschritt zur Realisierung der Hadronenanlage angesehen. Durch saubere experimentelle Bedingungen haben sich e+e− Speicherringe sowohl für die Messung bekannter Teilchen mit höchster Präzision als auch für die Erforschung des Unbekannten bewährt.
Insbesondere würden eine hohe Luminosität und eine verbesserte Handhabung der Leptonenstrahlen die Möglichkeit eröffnen, die Eigenschaften der Z-, W-, Higgs- und Top-Teilchen sowie die starke Wechselwirkung mit größerer Genauigkeit zu messen.
Es kann nach neuen Teilchen suchen, die an die Higgs- und elektroschwachen Bosonen bis zu Skalen von Λ = 7 und 100 TeV koppeln. Darüber hinaus würden Messungen von unsichtbaren oder exotischen Zerfällen der Higgs- und Z-Bosonen Entdeckungsmöglichkeiten für dunkle Materie oder schwere Neutrinos mit Massen unter 70 GeV bieten. In der Tat könnte das FCC-ee tiefgreifende Untersuchungen der elektroschwachen Symmetriebrechung ermöglichen und eine breite indirekte Suche nach neuer Physik über mehrere Größenordnungen an Energie oder Kopplungen eröffnen.
Die Realisierung eines Lepton Colliders an der Grenze der Intensität, FCC-ee, erfordert als ersten Schritt eine Vorbereitungsphase von fast 8 Jahren, gefolgt von der Bauphase (gesamte bauliche und technische Infrastruktur, Maschinen und Detektoren einschließlich Inbetriebnahme), die 10 Jahre dauert. Für den anschließenden Betrieb der FCC-ee-Anlage wird eine Dauer von 15 Jahren veranschlagt, um das derzeit geplante Physikprogramm abzuschließen. Dies ergibt eine Gesamtdauer von fast 35 Jahren für Bau und Betrieb von FCC-ee

### FCC-hh (Proton/Proton und Ion/Ion)
Ein zukünftiger Hadron-Collider an der Energiegrenze wird in der Lage sein, Kraftträger neuer Wechselwirkungen bis zu Massen von etwa 30 TeV zu entdecken, falls sie existieren. Die höhere Kollisionsenergie erweitert den Suchbereich für Teilchen der dunklen Materie weit über den TeV-Bereich hinaus, während supersymmetrische Partner von Quarks und Gluonen bei Massen von bis zu 15–20 TeV gesucht werden können und die Suche nach einer möglichen Substruktur im Inneren von Quarks auf Entfernungsskalen von 10−21 m ausgedehnt werden kann. Aufgrund der höheren Energie und Kollisionsrate werden Milliarden von Higgs-Bosonen und Billionen von Top-Quarks erzeugt werden, was neue Möglichkeiten für die Untersuchung seltener Zerfälle und der Flavour-Physik schafft.
Ein Hadronenbeschleuniger wird auch die Untersuchung der Wechselwirkungen von Higgs- und Eichbosonen auf Energien weit oberhalb der TeV-Skala ausdehnen und eine Möglichkeit bieten, den Mechanismus, der der Brechung der elektroschwachen Symmetrie zugrunde liegt, im Detail zu analysieren.
Bei Schwerionenkollisionen ermöglicht der FCC-hh-Collider die Erforschung der kollektiven Struktur der Materie unter extremeren Dichte- und Temperaturbedingungen als bisher.
Schließlich trägt FCC-eh zur Vielseitigkeit des Forschungsprogramms bei, das diese neue Anlage bietet. Mit der enormen Energie des 50-TeV-Protonenstrahls und der potenziellen Verfügbarkeit eines Elektronenstrahls mit einer Energie in der Größenordnung von 60 GeV eröffnen sich neue Horizonte für die Physik der tiefen inelastischen Streuung. Der FCC-He Collider wäre sowohl eine hochpräzise Higgs-Fabrik als auch ein leistungsfähiges Mikroskop, mit dem neue Teilchen entdeckt, Quark/Gluon-Wechselwirkungen untersucht und mögliche weitere Substrukturen der Materie in der Welt erforscht werden könnten.
Im integrierten FCC-Szenario beginnt die Vorbereitungsphase für einen Hadronenbeschleuniger an der Energiegrenze, FCC-hh, in der ersten Hälfte der FCC-ee-Betriebsphase. Nach der Einstellung des FCC-ee-Betriebs werden die Maschinen abgebaut, begrenzte Tiefbauarbeiten durchgeführt und die allgemeine technische Infrastruktur angepasst, gefolgt von der Installation und Inbetriebnahme der FCC-hh-Maschinen und -Detektoren, was insgesamt etwa 10 Jahre dauert. Für den anschließenden Betrieb der FCC-hh-Anlage wird eine Dauer von 25 Jahren veranschlagt, so dass sich die Gesamtdauer für Bau und Betrieb von FCC-hh auf 35 Jahre beläuft.
Die stufenweise Umsetzung bietet ein Zeitfenster von 25 bis 30 Jahren für die Forschung und Entwicklung von Schlüsseltechnologien für FCC-hh. Dies könnte es ermöglichen, alternative Technologien in Betracht zu ziehen, z. B. supraleitende Hochtemperaturmagnete, und dürfte zu verbesserten Parametern und geringeren Umsetzungsrisiken führen als bei einem sofortigen Bau nach dem HL-LHC.

### Hochenergie LHC
Ein Hochenergie-Hadronenbeschleuniger, der im gleichen Tunnel untergebracht ist, aber neue Dipolmagnete der FCC-hh-Klasse (16T) verwendet, könnte die derzeitige Energiegrenze um fast einen Faktor 2 (27 TeV Kollisionsenergie) erweitern und eine integrierte Luminosität liefern, die mindestens um einen Faktor 3 größer ist als die des HL-LHC. Diese Maschine könnte eine erste Messung der Higgs-Selbstkopplung ermöglichen und direkt Teilchen mit signifikanten Raten bei einer Energie von bis zu 12 TeV erzeugen – was die Reichweite des HL-LHC bei der Entdeckung neuer Physik fast verdoppeln würde. Bei dem Projekt werden die bestehende unterirdische LHC-Infrastruktur und große Teile der Injektorkette am CERN wiederverwendet.
Es wird davon ausgegangen, dass der HE-LHC zwei Wechselwirkungspunkte (IPs) 1 und 5 mit hoher Luminosität beherbergen wird, und zwar an den Standorten der derzeitigen ATLAS- und CMS-Experimente, während er zwei sekundäre Experimente beherbergen könnte, die mit einer Injektion wie beim derzeitigen LHC kombiniert werden.
Der HE-LHC könnte direkt auf den HL-LHC folgen und ein Forschungsprogramm für etwa 20 Jahre über die Mitte des 21. Jahrhunderts hinaus bieten.

## Technologien

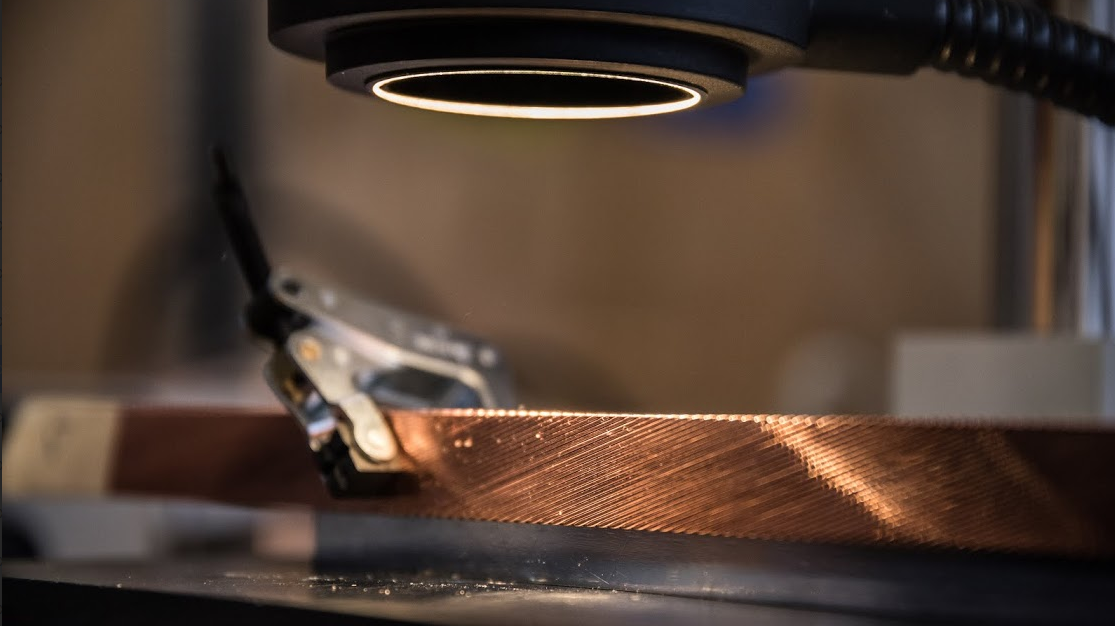
Die FCC-Studie treibt die Forschung auf dem Gebiet der supraleitenden Materialien voran.

Da die Entwicklung eines Teilchenbeschleunigers der nächsten Generation neue Technologien erfordert, wurden in der FCC-Studie die für die Realisierung des Projekts erforderlichen Geräte und Maschinen untersucht, wobei die Erfahrungen aus früheren und aktuellen Beschleunigerprojekten berücksichtigt wurden.
Die Grundlagen für diese Fortschritte werden in gezielten FuE-Programmen gelegt:
- einen 16-Tesla-Hochfeldbeschleunigermagneten und die damit verbundene Supraleiterforschung,
- ein 100-MW-Hochfrequenz-Beschleunigungssystem, das die Energie aus dem Stromnetz effizient auf die Strahlen übertragen kann,
- eine hocheffiziente groß angelegte Kryogenik-Infrastruktur zur Kühlung der supraleitenden Beschleunigerkomponenten und der dazugehörigen Kühlsysteme.

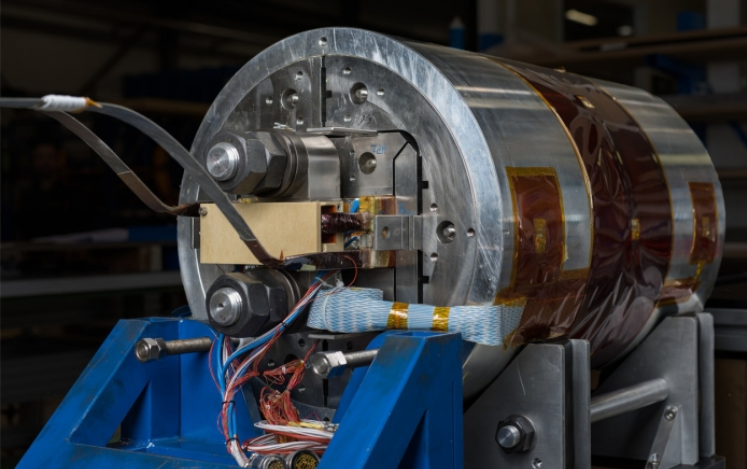
Die CERN-Magnetgruppe produzierte einen Magneten mit einem Spitzenfeld von 16,2 Tesla – fast doppelt so viel wie die derzeitigen LHC-Dipole – und ebnete damit den Weg für künftige leistungsstärkere Beschleuniger.

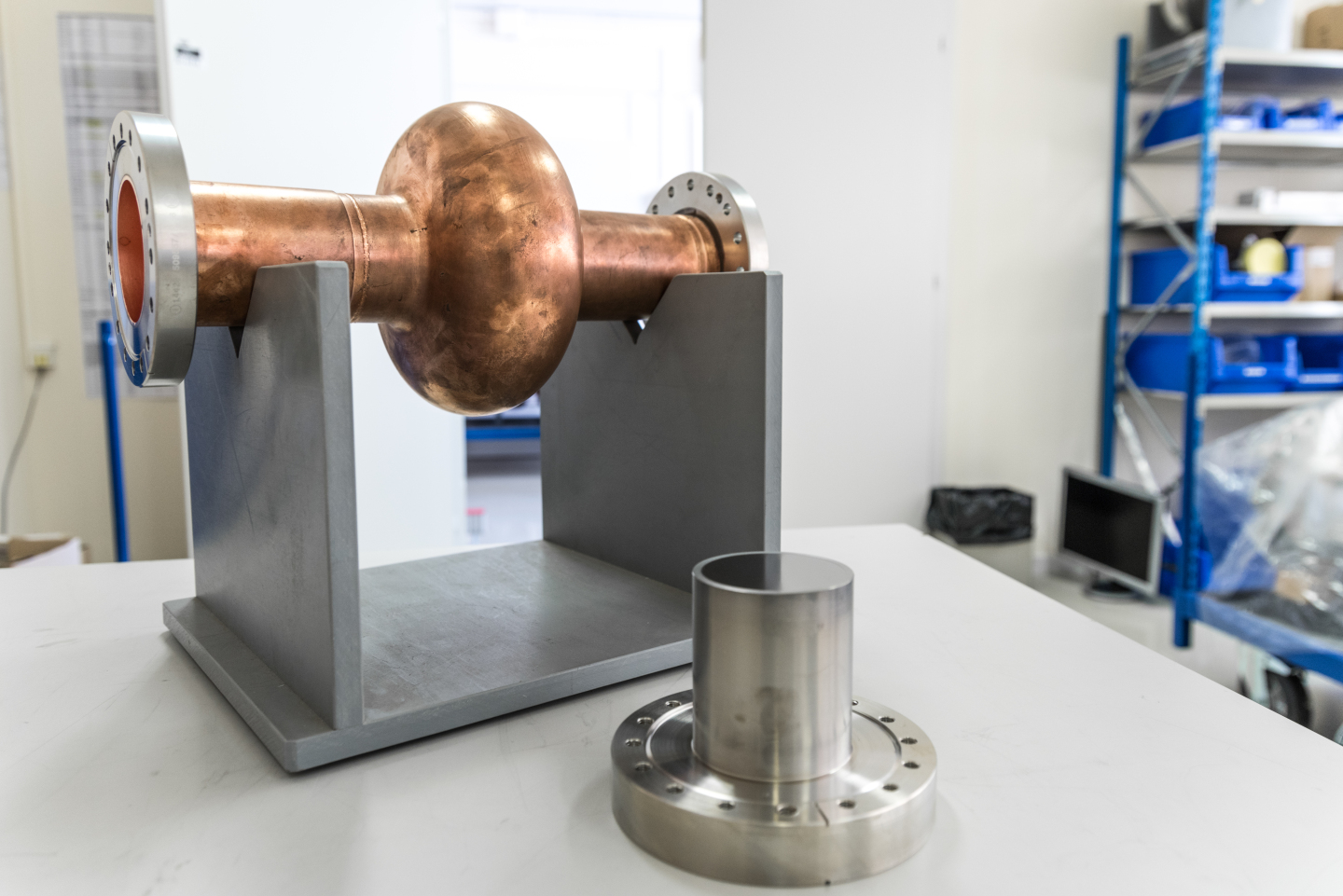
Neue supraleitende Hochfrequenz (RF)-Resonatoren werden entwickelt, um Teilchen auf höhere Energien zu beschleunigen.

Für einen zuverlässigen, nachhaltigen und effizienten Betrieb werden zahlreiche weitere Technologien aus verschiedenen Bereichen benötigt (Beschleunigerphysik, Hochfeldmagnete, Kryotechnik, Vakuum, Bauwesen, Materialwissenschaften, Supraleiter, ...).

### Magnettechnologien
Supraleitende Hochfeldmagnete sind eine Schlüsseltechnologie für einen Hadronenbeschleuniger der Spitzenklasse. Um einen 50-TeV-Strahl über einen 100 km langen Tunnel zu lenken, werden 16 Tesla-Dipole benötigt, was der doppelten Stärke des Magnetfelds des LHC entspricht.

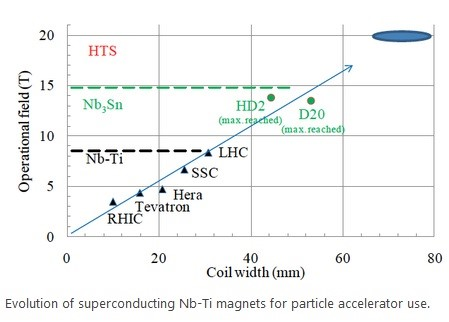
Entwicklung von supraleitenden Niob-Titan-Magneten für den Einsatz in Teilchenbeschleunigern.

Das Hauptziel der Forschungs- und Entwicklungsarbeiten an 16-T-Dipolmagneten für einen großen Teilchenbeschleuniger ist der Nachweis, dass diese Art von Magneten in Beschleunigerqualität realisierbar ist, und die Gewährleistung einer angemessenen Leistung zu erschwinglichen Kosten. Die Ziele sind daher, die Leistung des Leiters über die derzeitigen Grenzen hinaus zu steigern, die erforderliche „Marge auf der Lastleitung“ zu verringern und damit den Einsatz des Leiters und die Größe des Magneten zu reduzieren sowie ein optimiertes Magnetdesign zu entwickeln, das die Leistung unter Berücksichtigung der Kosten maximiert.
Die Forschung und Entwicklung im Bereich der Magnete zielt darauf ab, den Betriebsbereich von Beschleunigermagneten auf der Grundlage von Niedertemperatursupraleitern (LTS) auf bis zu 16 T zu erweitern und die technologischen Herausforderungen zu erforschen, die mit der Verwendung von Hochtemperatursupraleitern (HTS) für Beschleunigermagnete im 20-T-Bereich verbunden sind.

### Supraleitende Hochfrequenz-Hohlräume
Die Strahlen, die sich in einem Kreisbeschleuniger bewegen, verlieren durch die Synchrotronstrahlung einen bestimmten Prozentsatz ihrer Energie: bis zu 5 % bei jedem Umlauf für Elektronen und Positronen, viel weniger für Protonen und schwere Ionen. Um ihre Energie aufrechtzuerhalten, versorgt ein System von Hochfrequenzhohlräumen jeden Strahl ständig mit bis zu 50 MW. Die FCC-Studie hat spezielle F&E-Linien für eine neuartige supraleitende Dünnfilm-Beschichtungstechnologie in Gang gesetzt, die es ermöglichen wird, die Hochfrequenzkavitäten bei höheren Temperaturen zu betreiben (CERN, Courier, April 2018), wodurch der elektrische Bedarf für die Kryogenik gesenkt und die erforderliche Anzahl von Kavitäten dank einer Erhöhung des Beschleunigungsgradienten reduziert werden kann. Eine laufende Forschungs- und Entwicklungsarbeit, die in enger Zusammenarbeit mit der Linearbeschleunigergemeinschaft durchgeführt wird, zielt darauf ab, die Spitzeneffizienz von Klystrons von 65 % auf über 80 % zu erhöhen. Nb-Cu-Beschleunigungskavitäten mit höherer Temperatur und hohem Gradienten sowie hocheffiziente HF-Leistungsquellen könnten zahlreiche Anwendungen in anderen Bereichen finden.

### Kryogenik
Die Verflüssigung von Gas ist ein energieintensiver Vorgang der Kryotechnik. In den künftigen Leptonen- und Hadronenbeschleunigern würden supraleitende Niedertemperaturgeräte bei 4,5 K und 1,8 K intensiv genutzt, was eine sehr umfangreiche Verteilung, Rückgewinnung und Lagerung kryogener Flüssigkeiten erfordert.

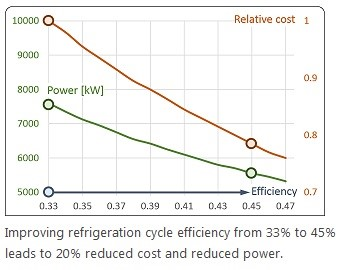
Die Verbesserung der Effizienz des Kühlkreislaufs von 33 % auf 45 % führt zu einer Senkung der Kosten und des Energieverbrauchs um 20 %.

Folglich entsprechen die zu entwickelnden kryogenen Systeme dem Zwei- bis Vierfachen der gegenwärtig eingesetzten Systeme und erfordern eine höhere Verfügbarkeit und maximale Energieeffizienz. Es ist zu erwarten, dass weitere Verbesserungen in der Kryotechnik breite Anwendung in der medizinischen Bildgebung finden werden.
Das kryogene Strahlvakuumsystem für einen Hadronenbeschleuniger an der Energiegrenze muss eine Energie von 50 W pro Meter bei kryogenen Temperaturen absorbieren. Um die kalte Bohrung des Magneten vor der Kopflast zu schützen, muss das Vakuumsystem resistent gegen Elektronenwolkeneffekte, äußerst robust und stabil unter supraleitenden Quenchbedingungen sein.
Sie sollten auch eine schnelle Rückkopplung bei Impedanzeffekten ermöglichen. Um diese einzigartigen thermomechanischen und elektrischen Eigenschaften für Kollimationssysteme zu erreichen, müssen neue Verbundwerkstoffe entwickelt werden. Solche Materialien könnten auch durch die laufende Erforschung der NEG-Dünnfilmbeschichtung ergänzt werden, die auf der Innenseite der Kupfervakuumkammern verwendet wird.

### Kollimation
Ein 100-TeV-Hadron-Collider erfordert effiziente und robuste Kollimatoren, da an den Wechselwirkungspunkten ein hadronischer Hintergrund von 100 kW erwartet wird. Außerdem sind schnelle, sich selbst anpassende Kontrollsysteme mit Kollimationsabständen im Submillimeterbereich erforderlich, um irreversible Schäden an der Maschine zu verhindern und die in jedem Strahl gespeicherten 8,3 GJ zu verwalten.
Um diese Herausforderungen zu bewältigen, sucht die FCC-Studie nach Konstruktionen, die den großen Energiebelastungen mit akzeptabler vorübergehender Verformung und ohne bleibende Schäden standhalten. Neuartige Verbundwerkstoffe mit verbesserten thermomechanischen und elektrischen Eigenschaften werden in Zusammenarbeit mit den FP7-Programmen HiLumi LHC DS und EuCARD2 untersucht.

## Kritik
Der vom FCC vorgeschlagene Teilchenbeschleuniger wurde wegen seiner Kosten kritisiert, wobei die Kosten für die Variante des Energy-Frontier Hadron Collider (FCC-hh) mit über 20 Milliarden US-Dollar veranschlagt werden.

Grobe Annäherungen an das LHC-Layout und ein mögliches Layout für das FCC

Die theoretische Physikerin Sabine Hossenfelder kritisierte ein entsprechendes Werbevideo, in dem eine Vielzahl offener Probleme in der Physik aufgezeigt wird, obwohl der Beschleuniger wahrscheinlich nur einen kleinen Teil davon lösen kann. Sie merkte an, dass es (Stand 2019) „keinen Grund gibt, dass die neuen physikalischen Effekte, wie die Teilchen, aus denen die dunkle Materie besteht, mit dem nächsten größeren Beschleuniger zugänglich sein müssen“. Forschungsergebnisse aus experimentellen Daten über die kosmologische Konstante, das LIGO-Rauschen und die Zeitmessung von Pulsaren deuten darauf hin, dass es sehr unwahrscheinlich ist, dass es neue Teilchen mit Massen gibt, die viel größer sind als die, die im Standardmodell oder im LHC gefunden werden können. Andere Forschungsarbeiten deuten jedoch darauf hin, dass die Quantengravitation oder die störungsbehaftete Quantenfeldtheorie vor 1 PeV stark gekoppelt sein werden, was zu weiterer neuer Physik im TeV-Bereich führen wird.
Diese Kritik wurde sowohl von Physikern als auch von Philosophen und Wissenschaftshistorikern geäußert, die das Forschungspotenzial eines künftigen Großbeschleunigers hervorhoben. Eine detaillierte physikalische Diskussion ist im ersten Band des FCC Conceptual Design Report enthalten. Gian Giudice, Leiter der Abteilung für Theoretische Physik am CERN, schrieb einen Beitrag über die „Zukunft von Hochenergiebeschleunigern“, während weitere Kommentare unter anderem von Jeremy Bernstein, Lisa Randall, James Beacham, Harry Cliff und Tommaso Dorigo stammen. In einem kürzlichen Interview für den CERN Courier beschrieb der Theoretiker Nima Arkani-Hamed das konkrete experimentelle Ziel für einen Post-LHC-Collider: „Es gibt zwar keine Garantie dafür, dass wir neue Teilchen erzeugen werden, aber wir werden definitiv unsere bestehenden Gesetze in den extremsten Umgebungen, die wir je untersucht haben, einem Stresstest unterziehen. Die Messung der Eigenschaften des Higgs wird jedoch garantiert einige brennende Fragen beantworten. [...] Eine Higgs-Fabrik wird diese Frage durch Präzisionsmessungen der Kopplung des Higgs mit einer Reihe anderer Teilchen in einer sehr sauberen experimentellen Umgebung entscheidend beantworten.“ Darüber hinaus gab es einige philosophische Antworten auf diese Debatte, insbesondere eine von Michela Massimi, die das Forschungspotenzial künftiger Collider hervorhob: „Die Hochenergiephysik ist ein schönes Beispiel für eine andere Art des Fortschrittsdenkens, bei der der Fortschritt daran gemessen wird, dass man lebende Möglichkeiten ausschließt, indem man mit hoher Sicherheit (95 %) bestimmte physikalisch denkbare Szenarien ausschließt und auf diese Weise den Raum dessen abbildet, was in der Natur objektiv möglich sein könnte. In 99,9 % der Fälle macht die Physik auf diese Weise Fortschritte, und in der restlichen Zeit erhält jemand einen Nobelpreis für die Entdeckung eines neuen Teilchens.“